# Haus Ternell

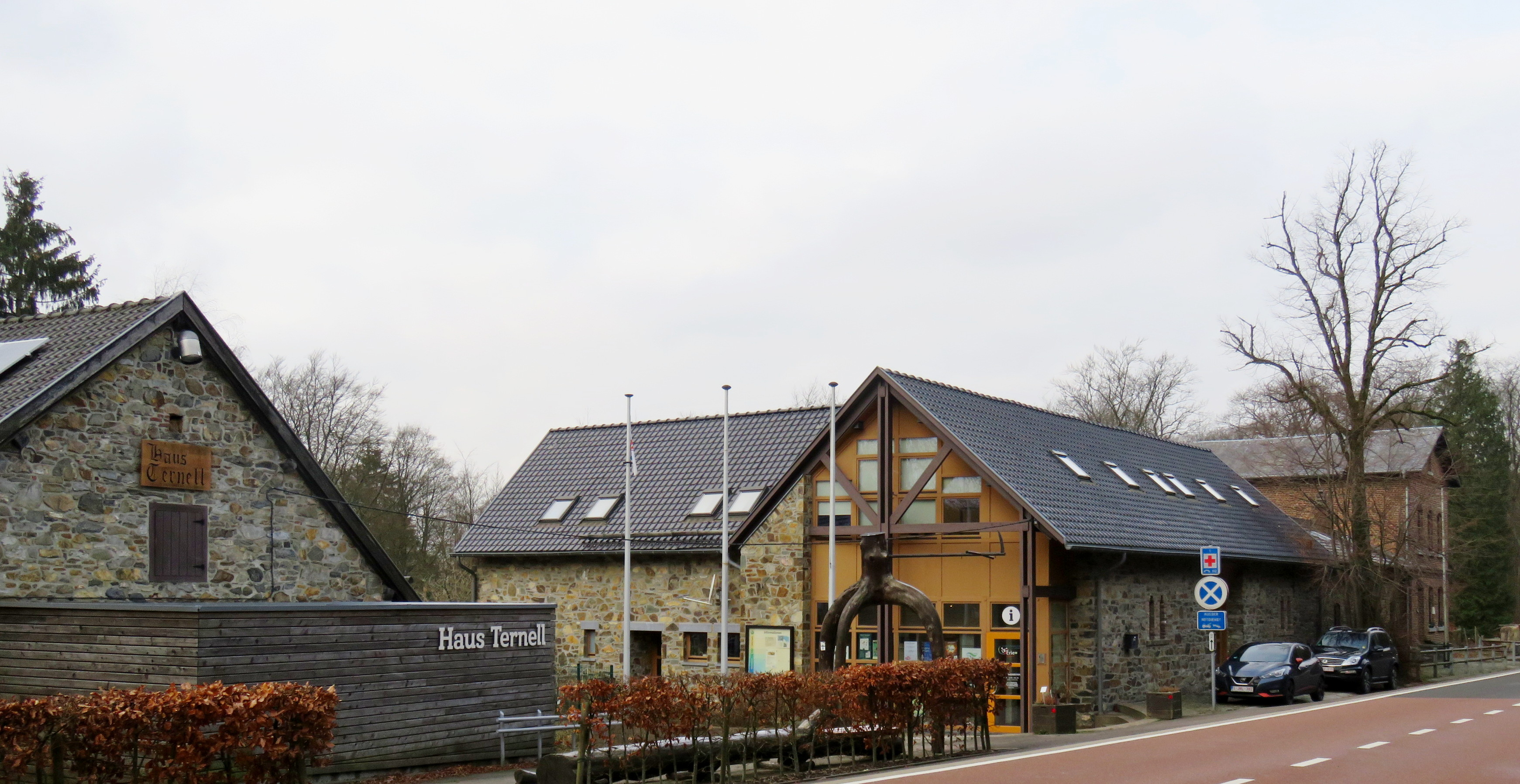
Haus Ternell an der Straße Eupen-Monschau

Haus Ternell ist ein Naturinformationszentrum und ehemaliges Forsthaus im belgischen Hertogenwald auf dem Gebiet der Altgemeinde Eupen am Rande des Hohen Venns. 

## Allgemeines und Lage
Das Naturzentrum Ternell/CRIE Eupen ist eine Bildungseinrichtung der Deutschsprachigen Gemeinschaft Belgiens für den Themenbereich Naturschutz und die naturbezogene Öffentlichkeitsarbeit. Seit 1999 ist es zusätzlich als Regionales Zentrum für Umweltpädagogik der Wallonischen Region (CRIE: Centre Régional d’Initiation à l’Environnement de la Région Wallonne) anerkannt. Ternell liegt im belgischen Teil des deutsch-belgischen Naturparks Hohes Venn-Eifel und in unmittelbarer Nähe des Naturreservates Hohes Venn. 
Das Naturzentrum Ternell liegt an der Monschauer Straße N 67 von Eupen nach Monschau auf dem Höhenzug zwischen dem Hilltal und dem Getzbachtal.

## Wissenschaftliche Sammlungen
- lokale Gesteine und Mineralien
- Tierpräparate der gesamten hiesigen Fauna in Dioramen
- didaktische Schaukästen (Fauna und Mikroflora)
- Pilzsammlung

Darüber hinaus gibt es auf Ternell Wetterstationen, ein Arboretum sowie einen Lehrpfad und eine Bienenzucht.

## Tourismus
Haus Ternell ist ein touristischer Anziehungspunkt und Startpunkt für Wanderungen im Hohen Venn. Im Winter beherbergt Ternell eine Skiausleihstation und ist Startpunkt für drei gespurte Rundloipen sowie eine Loipenverbindung nach Sourbrodt.
An Wochenenden und Feiertagen verkehrt hier die Buslinie 385 von Bahnhof Eupen nach Monschau und samstags bis Kalterherberg.
| Linie | Verlauf |
| ----- | --- |
| 385   | Eupen Bushof – Ternell Naturzentrum (B) – Mützenich (D) – Monschau – Kalterherberg Kirche – Kalterherberg Bf (AVV-Tarif gilt nur im deutschen Streckenabschnitt) |